# Mohamed Aissa Meddeb
Mohamed Aissa Meddeb ou Mohamed Aïssa Meddeb, né le 10 octobre 1966 à Kélibia, est un écrivain tunisien arabophone.

## Prix et reconnaissances
En 2017, il reçoit le Comar d'or du roman de langue arabe pour son roman Jihaad Naeem.
En 2019, son roman Le Hamman d'or est nommé pour le prix international du roman arabe 2020 (prix international de la fiction arabe).
En novembre 2021, il reçoit le prix du roman de la Foire internationale du livre de Tunis (ar) pour Le Hamman d'or.

## Œuvres
- 2017 : Jihaad Naeem (éditions Zeïneb)
- 2019 : Le Hamman d'or (éditions Meskiliani)[5]
- 2021 : Chaussures espagnoles (éditions Meskiliani)[6]